# Homalocarpus dichotomus
Homalocarpus dichotomus är en flockblommig växtart som först beskrevs av Eduard Friedrich Poeppig och Dc., och fick sitt nu gällande namn av Mildred Esther Mathias och Lincoln Constance. Homalocarpus dichotomus ingår i släktet Homalocarpus och familjen flockblommiga växter. Inga underarter finns listade i Catalogue of Life.